# Onthophagus phrixus
Onthophagus phrixus là một loài bọ cánh cứng trong họ Bọ hung (Scarabaeidae).